# Harkivi terület
Harkivi terület (Харківська область) közigazgatási egység Ukrajna északkeleti részén, székhelye Harkiv. Területe 31,4 ezer km², népessége 2,782 millió fő.
Északnyugaton a Szumi, nyugaton a Poltavai, keleten a Luhanszki, délnyugaton a Dnyipropetrovszki, délkeleten a Donecki területtel, északon Oroszországgal határos. 1932. február 27-én hozták létre.

### Földrajz
A terület középső részén a Sziverszkij-Donyec fut, ez a Közép-orosz-hátság déli határa. A harkivi terület többnyire sztyeppvidék, északnyugaton erdős sztyepp is előfordul – tölgyesekkel és más lombhullató fafajokkal. A talajok igen termékenyek, ezért a természetes növénytakaró helyén szántóföldi gazdálkodás folyik (az árkos talajerózió gyakori jelenség a területen, főleg a hátságon).

## Természetvédelem
2004-ben alapították 14 315 ha területű Homilsanszki erdő nemzeti természetvédelmi területet (Національний природний парк Гомільшанські ліси), 2009-ben alapították az 5244 ha-os Szlobozsanszkij nemzeti természetvédelmi területet (Національний природний парк Слобожанський).

## Népesség
A falusi népesség aránya viszonylag magas, bár 1939 óta folyamatosan csökken.
A népesség összetétele 2001-ben.
- ukrán      70,7%
- orosz      25,6%
- fehérorosz  0,5%
- moldáv      0,5%
- krími tatár 0,5%
- bolgár      0,4%
- magyar      0,3%
- román       0,3%
- lengyel     0,3%
- zsidó       0,3%
- örmény      0,3%
- grúz        0,2%
- azeri       0,2%

## Közigazgatás
A Harkivi terület 27 járásra oszlik, 17 városa és 61 városi jellegű települése van. A falvak száma 1683.
Nagyobb városai és lakosságuk a 2001-es népszámlálás alapján:
- Harkiv            (Харків)  1,470,902 fő
- Lozova            (Лозова)     64,041 fő
- Izjum              (Ізюм)      56,114  fő
- Csugujiv          (Чугуїв)     36,789 fő
- Pervomajszkij (Первомайський)  32,523 fő
- Kupjanszk        (Куп'янськ)   32,449 fő
- Balaklija        (Балаклія)    32,408 fő
- Merefa            (Мерефа)     25,018 fő

|
- Ljubotin       (Люботин)     24,173 fő
- Krasznohrad   (Красноград)   22,670 fő
- Vovcsanszk     (Вовчанськ)   20,695 fő
- Derhacsi        (Дергачі)    20,258 fő
- Bohoduhiv      (Богодухів)   18,224 fő
- Zmijiv          (Зміїв)      17,063 fő
- Barvinkove     (Барвінкове)  12,998 fő
- Valki           (Валки)      10,381 fő

## Gazdaság
A termőterület kb. ⅔-n őszi búzát és kukoricát termesztenek, ipari növények közül a cukorrépa, napraforgó, kender és dohány termesztése jelentős. Számottevő a szarvasmarha-, sertés- és baromfitenyésztés, fejlett a tejtermelés.
A legfontosabb gazdasági alakulat azonban a hatalmas harkivi ipari városkörzet, ahol a terület lakosságának a fele él. A többi település kisebb, iparuk pedig főként mezőgazdasági nyersanyagokat dolgoz fel. Sebelinka és Jefremivka környékén földgázt termelnek ki.